# موقعة هاستنجز

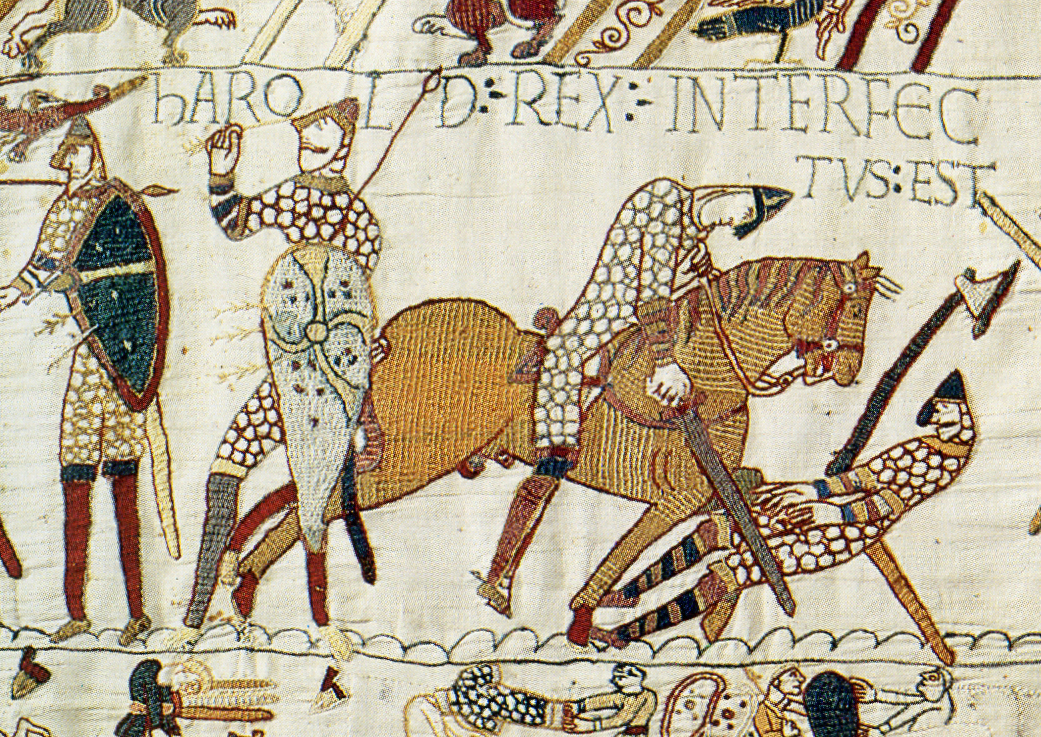
صورة توضح مقتل هارولد في معركة هاستنجز

موقعة هستينكش (14 أكتوبر 1066) تعد هذه المعركة نصرًا حاسمًا للنورمانديين في حملتهم للاستيلاء على إنجلترا، دارت المعركة بين الجيش النورماندي بقيادة وليام الفاتح والجيش الإنجليزي بقيادة هارولد جادوينسون عند تل سينلاك على بعد ما يقرب من 10 كم شمال غرب هستينكش.